# Agrostis nutans
Agrostis nutans é uma espécie de gramínea do gênero Agrostis, pertencente à família Poaceae.